# Институт этнологии и антропологии имени Н. Н. Миклухо-Маклая РАН
Институ́т этноло́гии и антрополо́гии имени Н. Н. Миклухо-Маклая РАН (ИЭА РАН) — научно-исследовательский институт Российской академии наук в области социально-культурной и физической антропологии. C 29 января 1947 года носит имя Николая Николаевича Миклухо-Маклая.

## История
Хронология : 
- 1836 — из коллекций Кунсткамеры образован Этнографический музей и Антропологический музей, объединённые в 1878 году в Музей антропологии и этнографии.
- 1917 — при Академии наук организована Комиссия по изучению племенного состава населения России и сопредельных стран.
- 1930 — образован Институт по изучению народов СССР.
- 15 февраля 1933 года — Институт антропологии, археологии и этнографии АН СССР, институт объединил Музей антропологии и этнографии АН СССР, Институт по изучению народов СССР и Комиссию по изучению племенного состава населения СССР и сопредельных стран.
- c 1937 — Институт этнографии АН СССР, до 1943 находился в Ленинграде, с 1943 центр переведён в Москву с сохранением ленинградского отделения с Кунсткамерой.
- c 1947 — Институт этнографии имени Н. Н. Миклухо-Маклая АН СССР, в 1983 году институт награждён орденом Дружбы народов.
- с 1990 — Институт этнологии и антропологии им. Н. Н. Миклухо-Маклая АН СССР, c 1992 года под эгидой РАН.

В разное время в Институте работали академики В. П. Алексеев и Б. А. Рыбаков, члены-корреспонденты Академии наук С. А. Арутюнов, Ю. В. Арутюнян, И. Р. Григулевич, А. В. Ефимов и К. В. Чистов, профессора В. А. Александров, С. И. Брук, В. В. Бунак, С. И. Вайнштейн, Дж. Ж. Гакаев, О. А. Ганцкая, М. М. Громыко, М. Н. Губогло, И. С. Гурвич, Г. Ф. Дебец, Л. М. Дробижева, Т. А. Жданко, А. А. Зубов, В. И. Козлов, И. С. Кон, М. О. Косвен, М. В. Крюков, П. И. Кушнер, М. Г. Левин, В. В. Малявин, Г. С. Маслова, Э. Л. Нитобург, А. И. Першиц, В. В. Пименов, В. В. Покшишевский, И. И. Потехин, П. И. Пучков, М. Г. Рабинович, Ю. И. Семёнов, З. П. Соколова, С. А. Токарев, Т. А. Трофимова,  Д. Д. Тумаркин, Н. Н. Чебоксаров, Л. Н. Чижикова, О. И. Шкаратан, Л. Т. Яблонский и др.
Среди нынешних сотрудников: член-корреспондент РАН М. Л. Бутовская, профессора В. Ю. Зорин, Н. Л. Пушкарёва, Е. И. Филиппова, В. А. Шнирельман.

### Директора
- Н. М. Маторин (1933)
- акад. И. И. Мещанинов (1934—1937)
- акад. В. В. Струве (1937—1940)
- д.фил.н. И. Н. Винников (1940—1941)
- д.и.н. С. М. Абрамзон (1941—1942, и. о.)
- член-корр. АН СССР С. П. Толстов (1942—1965)
- акад. Ю. В. Бромлей (1966—1989)
- акад. В. А. Тишков (1989—2015)
- д.и.н. М. Ю. Мартынова (2015—2018)
- к.и.н. Р. А. Старченко (2019, и. о.)
- д.и.н. Д. А. Функ (2019—2024)
- д.и.н. А. Е. Загребин (с 2024, и. о.)

## Основные направления научно-исследовательских работ
- Эволюция человека и происхождение культур
- Этнические культуры и социальные структуры
- Этническая экология, демография и картографирование
- Национализм, конфликты, миграции
- Исследования по религии
- Гендерные исследования
- Этносоциология и этнопсихология
- Физическая антропология

## Структура
- Отдел русского народа
- Отдел Севера и Сибири
- Отдел Кавказа
- Центр европейских исследований
- Сектор Америки
- Центр азиатских и тихоокеанских исследований
  - группа Средней Азии
- Центр этнополитических исследований
- Центр по изучению межэтнических отношений (ЦИМО)
- Центр междисциплинарных исследований
  - группа этноэкологии
  - группа медицинской антропологии
- Отдел физической антропологии
  - отдел физической антропологии
  - Лаборатория пластической реконструкции
  - Кабинет-музей антропологии им. академика В. П. Алексеева
- Центр евразийской археологии
  - Кабинет-музей этноархеологии им. С. П. Толстова
- Центр аудиовизуальной антропологии
- Сектор кросс-культурной психологии и этологии человека
- Сектор этногендерных исследований
- Этнографический научно-образовательный центр
  - Этнографический кабинет-музей имени Н. Н. Чебоксарова
- Сектор библиографии и подготовки изданий
- Научный архив
- Сектор этологии человека
- Лаборатория антропологической реконструкции
- Сектор ранней эволюции человека
- Сектор археологии древности и средневековья